# Dick's Picks Volume 5
Dick's Picks Volume 5 je koncertní trojalbum americké rockové skupiny Grateful Dead, nahrané 26. prosince 1979 v Oaklandu v Kalifornii a vydané v roce 1996. Jedná se o pátou část série Dick's Picks.

## Seznam skladeb
| Disk 1 | Disk 1               | Disk 1                 | Disk 1 |
| Pořadí | Název                | Autor                  | Délka  |
| ------ | -------------------- | ---------------------- | ------ |
| 1.     | Cold Rain and Snow   | traditional            | 6:44   |
| 2.     | C.C. Rider           | traditional            | 6:43   |
| 3.     | Dire Wolf            | Garcia, Hunter         | 3:58   |
| 4.     | Me and My Uncle      | Phillips               | 2:59   |
| 5.     | Big River            | Cash                   | 5:59   |
| 6.     | Brown-Eyed Women     | Garcia, Hunter         | 5:20   |
| 7.     | New Minglewood Blues | traditional            | 7:41   |
| 8.     | Friend of the Devil  | Garcia, Dawson, Hunter | 9:37   |
| 9.     | Looks Like Rain      | Weir, Barlow           | 8:14   |
| 10.    | Alabama Getaway      | Garcia, Hunter         | 6:58   |
| 11.    | Promised Land        | Berry                  | 4:26   |

| Disk 2 | Disk 2            | Disk 2           | Disk 2 |
| Pořadí | Název             | Autor            | Délka  |
| ------ | ----------------- | ---------------- | ------ |
| 1.     | Uncle John's Band | Garcia, Hunter   | 10:14  |
| 2.     | Estimated Prophet | Barlow, Weir     | 14:11  |
| 3.     | Jam 1             | Grateful Dead    | 6:01   |
| 4.     | He's Gone         | Garcia, Hunter   | 10:03  |
| 5.     | The Other One     | Kreutzmann       | 8:38   |
| 6.     | Drums             | Hart, Kreutzmann | 6:03   |

| Disk 3 | Disk 3            | Disk 3           | Disk 3 |
| Pořadí | Název             | Autor            | Délka  |
| ------ | ----------------- | ---------------- | ------ |
| 1.     | Drums             | Hart, Kreutzmann | 4:22   |
| 2.     | Jam 2             | Grateful Dead    | 6:03   |
| 3.     | Not Fade Away     | Petty, Hardin    | 11:52  |
| 4.     | Brokedown Palace  | Garcia, Hunter   | 4:49   |
| 5.     | Around and Around | Berry            | 3:57   |
| 6.     | Johnny B. Goode   | Berry            | 4:28   |
| 7.     | Shakedown Street  | Garcia, Hunter   | 13:52  |
| 8.     | Uncle John's Band | Garcia, Hunter   | 2:54   |

## Sestava
- Jerry Garcia - sólová kytara, zpěv
- Bob Weir - rytmická kytara, zpěv
- Phil Lesh - basová kytara
- Mickey Hart - bicí
- Bill Kreutzmann - bicí
- Brent Mydland - klávesy, zpěv